# I can't stand the rain
I can’t stand the rain is een lied geschreven door Ann Peebles, Don Bryant en Bernard Miller. Peebles kreeg het idee voor het dit lied toen zij op een regenachtige avond naar een concert wilde gaan met vriend (later echtgenoot) Bryant, tevens componist bij Hi Records. Het bezoek aan dat concert werd afgezegd en ze zetten het lied op papier, in Memphis (Tennessee). De volgende dag togen ze naar muziekproducent Wille Mitchell.
Na verschijnen werd het lied talloze keren gecoverd. Opvallend is dat ook een behoorlijk aantal rockers het opnamen, hetgeen recht tegenover het soulachtige origineel staat. Onder de musici die het opnamen zaten Humble Pie, Janis Joplin, Eruption, Lowell George, Tina Turner, Michael Bolton en Paul Rodgers. Glennis Grace heeft het ook gezongen met Candy Dulfer op saxofoon. Nederland kent het wellicht verder als begintune van de kwis Toppop Yeah.
John Lennon en Ian Dury waren liefhebbers van het lied. Het is te horen in de film The Commitments.

## Ann Peebles
I can't stand the rain is een van de circa vijftig singles die Ann Peebles uitbracht, waarvan er slechts drie de Amerikaanse hitparade zouden halen. Geen daarvan zou de Nederlandse of Belgische hitparades halen. I can't stand the rain stond al snel op tape en de muziekproducent stelde voor de timbales ook aan het begin te gebruiken. Voorts bemoeide diskjockey Bernie Miller zich ermee. Die aanpak bleek succes te hebben want het plaatje haalde de Billboard Hot 100. Het stond eenentwintig weken genoteerd met plaats 38 als hoogste notering. Het werd Peebles’ enige hit in de UK Singles Chart met drie weken notering, met hoogste positie 41.

## Eruption
Peebles kon flink wat royalty's bijschrijven toen De Britse muziekgroep Eruption het opnam in een discoversie. Zij brachten het uit op het platenlabel Hansa International. Muziekproducent bij deze opname was Frank Farian, bekend van Boney M.; hij werd geassisteerd door Rainer M. Ehrhardt. De hoes vermeldde tevens Precious Wilson, die net Eruption kwam versterken. Opnieuw haalde het lied de hitparades. In de UK Singles Chart klom het hoger dan het origineel; elf weken met hoogste positie plaats vijf. In de Verenigde Staten werd het Eruptions enige hit in de Billboard Hot 100, met tweeëntwintig weken notering, gepiekt op plaats 18.
In Nederland was de plaat op vrijdag 6 januari 1978 Veronica Alarmschijf op Hilversum 3 en werd een grote hit. De plaat bereikte de 4e positie in zowel de Nederlandse Top 40 als de Nationale Hitparade. Ook stond de plaat hoog genoteerd in de TROS Europarade. In België bereikte de plaat de nummer 1-positie in beide Vlaamse hitlijsten.

## Hitnoteringen

### Nederlandse Top 40
| Positie: | 26 | 14 | 12 | 12 | 11 | 10 | 8 | 6 | 5 | 6 | 15 | 31 | 37 | uit |

### Nationale Hitparade
| Positie: | 25 | 10 | 8 | 8 | 4 | 9 | 10 | 10 | 10 | 14 | 25 | uit |

### Vlaamse Radio 2 Top 30
| Positie: | 9 | 10 | 6 | 3 | 3 | 3 | 2 | 1 | 4 | 7 | 24 | 20 | uit |

### Vlaamse Ultratop 50
| Positie: | 27 | 12 | 8 | 5 | 4 | 3 | 2 | 1 | 1 | 2 | 6 | 22 | 29 | uit |

### NPO Radio 2 Top 2000
I Can't Stand the Rain stond alleen in 2000 in de NPO Radio 2 Top 2000, op plek 1668.

## Tina Turner
Een weer andere uitvoering kwam van Tina Turner. Zij haalde met haar versie een bescheiden hit. Het verkocht met name goed in de Duits sprekende landen, samen met het Verenigd Koninkrijk en Ierland. Ze kon het succes van Eruption niet evenaren. In Nederland en België werd het in het geheel geen hit.